# World Professional Darts Championship 2004
De Lakeside World Professional Darts Championship 2004 was de 27e editie van het internationale dartstoernooi World Professional Darts Championship en werd gehouden van 3 januari 2004 tot en met 11 januari 2004 in het Engelse Frimley Green. De World Professional Darts Championship kan worden gezien als het wereldkampioenschap voor de British Darts Organisation, BDO, een van de twee toonaangevende dartsbonden in de wereld. Hierdoor is dit toernooi het belangrijkste toernooi dat onderdeel uitmaakt van diezelfde BDO.
Omdat sinds 2004 sigarettenreclame verboden is in de Britse sport, is de naam Embassy, zoals het toernooi sinds 1978 genoemd werd, vervangen door Lakeside.

## Prijzengeld

### Mannen
Het totale prijzengeld bedroeg £201.000,- (plus £52.000 voor een 9-darter (niet gewonnen)) en was als volgt verdeeld:
| Plaats        | Prijzengeld |
| ------------- | ----------- |
| Winnaar       | £50.000     |
| Runner-up     | £25.000     |
| Halvefinalist | £11.000     |
| Kwartfinalist | £6.000      |
| 2e ronde      | £4.250      |
| 1e ronde      | £2.750      |

Degene met de hoogste check-out (uitgooi) kreeg £2.000:
- 161 - Ritchie Davies £2.000

### Vrouwen
Het totale prijzengeld bedroeg £10.000,- (plus £52.000 voor een 9-darter (niet gewonnen)) en was als volgt verdeeld:
| Plaats        | Prijzengeld |
| ------------- | ----------- |
| Winnaar       | £4.000      |
| Runner-up     | £2.000      |
| Halvefinalist | £1.000      |
| Kwartfinalist | £500        |

## Alle wedstrijden

### Mannen

#### Eerste ronde (best of 5 sets)
| Bob Taylor            | Schotland | - | Paul Hogan       | Engeland      | 0 - 3 |
| Raymond van Barneveld | Nederland | - | Peter Hunt       | Nieuw-Zeeland | 3 - 0 |
| Robert Wagner         | Noorwegen | - | Co Stompé        | Nederland     | 3 - 2 |
| John Walton           | Engeland  | - | Tony Eccles      | Engeland      | 3 - 2 |
| Brian Derbyshire      | Engeland  | - | Andy Fordham     | Engeland      | 0 - 3 |
| Tony West             | Engeland  | - | Mick Reed        | Engeland      | 3 - 1 |
| James Wade            | Engeland  | - | Shaun Greatbatch | Engeland      | 3 - 0 |
| Tony David            | Australië | - | Darryl Fitton    | Engeland      | 2 - 3 |
| Vincent van der Voort | Nederland | - | Stephen Bunting  | Engeland      | 2 - 3 |
| Ted Hankey            | Engeland  | - | Colin Monk       | Engeland      | 3 - 2 |
| Gary Robson           | Engeland  | - | Steve Coote      | Engeland      | 3 - 2 |
| Gary Anderson         | Schotland | - | Tony O'Shea      | Engeland      | 0 - 3 |
| Albertino Essers      | Nederland | - | Steve Duke sr.   | Australië     | 1 - 3 |
| Martin Adams          | Engeland  | - | Ritchie Davies   | Wales         | 2 - 3 |
| Paul Hanvidge         | Schotland | - | Jarkko Komula    | Finland       | 1 - 3 |
| Mervyn King           | Engeland  | - | Rick Hofstra     | Nederland     | 3 - 1 |

#### Tweede ronde (best of 5 sets)
| Paul Hogan      | Engeland  | - | Raymond van Barneveld | Nederland | 1 - 3 |
| Robert Wagner   | Noorwegen | - | John Walton           | Engeland  | 1 - 3 |
| Andy Fordham    | Engeland  | - | Tony West             | Engeland  | 3 - 0 |
| James Wade      | Engeland  | - | Darryl Fitton         | Engeland  | 0 - 3 |
| Stephen Bunting | Engeland  | - | Ted Hankey            | Engeland  | 0 - 3 |
| Gary Robson     | Engeland  | - | Tony O'Shea           | Engeland  | 2 - 3 |
| Steve Duke sr.  | Australië | - | Ritchie Davies        | Wales     | 0 - 3 |
| Jarkko Komula   | Finland   | - | Mervyn King           | Engeland  | 2 - 3 |

#### Kwartfinale (best of 9 sets)
| Raymond van Barneveld | Nederland | - | John Walton   | Engeland | 5 - 1 |
| Andy Fordham          | Engeland  | - | Darryl Fitton | Engeland | 5 - 4 |
| Ted Hankey            | Engeland  | - | Tony O'Shea   | Engeland | 1 - 5 |
| Ritchie Davies        | Wales     | - | Mervyn King   | Engeland | 4 - 5 |

#### Halve finale (best of 9 sets)
| Raymond van Barneveld | Nederland | - | Andy Fordham | Engeland | 4 - 5 |
| Tony O'Shea           | Engeland  | - | Mervyn King  | Engeland | 1 - 5 |

#### Finale (best of 11 sets)
| Andy Fordham | Engeland | - | Mervyn King | Engeland | 6 - 3 |

### Vrouwen

#### Kwartfinale (best of 3 sets)
| Karin Krappen      | Nederland | - | Anne Kirk      | Schotland | 2 - 0 |
| Trina Gulliver     | Engeland  | - | Barbara Lee    | Engeland  | 2 - 0 |
| Francis Hoenselaar | Nederland | - | Mieke de Boer  | Nederland | 2 - 0 |
| Carina Ekberg      | Zweden    | - | Clare Bywaters | Engeland  | 0 - 2 |

#### Halve finale (best of 3 sets)
| Trina Gulliver     | Engeland  | - | Karin Krappen  | Nederland | 2 - 0 |
| Francis Hoenselaar | Nederland | - | Clare Bywaters | Engeland  | 2 - 1 |

#### Finale (best of 3 sets)
| Trina Gulliver | Engeland | - | Francis Hoenselaar | Nederland | 2 - 0 |

World Cup Darts (WDF)

1977 · 1979 · 1981 · 1983 · 1985 · 1987 · 1989 · 1991 · 1993 · 1995 · 1997 · 1999 · 2001 · 2003 · 2005 · 2007 · 2009 · 2011 · 2013 · 2015 · 2017 · 2019 · 2021 · 2023
World Darts Championship (BDO)

1978 · 1979 · 1980 · 1981 · 1982 · 1983 · 1984 · 1985 · 1986 · 1987 · 1988 · 1989 · 1990 · 1991 · 1992 · 1993 · 1994 · 1995 · 1996 · 1997 · 1998 · 1999 · 2000 · 2001 · 2002 · 2003 · 2004 · 2005 · 2006 · 2007 · 2008 · 2009 · 2010 · 2011 · 2012 · 2013 · 2014 · 2015 · 2016 · 2017 · 2018 · 2019 · 2020
World Darts Championship (PDC)

1994 · 1995 · 1996 · 1997 · 1998 · 1999 · 2000 · 2001 · 2002 · 2003 · 2004 · 2005 · 2006 · 2007 · 2008 · 2009 · 2010 · 2011 · 2012 · 2013 · 2014 · 2015 · 2016 · 2017 · 2018 · 2019 · 2020 · 2021 · 2022 · 2023 · 2024 · 2025
World Darts Championship (WDF)

2022 · 2023 · 2024
World Seniors Darts Championship (WSDT)

2022 · 2023 · 2024 · 2025